# Delias enniana
Delias enniana är en fjärilsart som först beskrevs av Charles Oberthür 1880.  Delias enniana ingår i släktet Delias och familjen vitfjärilar. IUCN kategoriserar arten globalt som livskraftig. Inga underarter finns listade i Catalogue of Life.